# 新竹少年刑務所
新竹少年刑務所，為臺灣第一所專門收容少年的監獄，主要收容未滿20歲的男性受刑人，其設立於台灣日治時期1926年，位於新竹市新富町。其在二戰後改為新竹監獄至今，周邊建築群仍有部分保留至今，主體則已經多次改建。

## 沿革
關於日治時期新竹地區的監獄機關，最初為1896年5月設立的台北縣新竹監獄署，其沿用清治時期的新竹知縣衙門，位於新竹街西門。1897年，由於新竹縣自台北縣劃出，台北縣新竹監獄署改為新竹縣監獄署。1898年6月，因新竹縣併入台北縣，新竹縣監獄署改為台北監獄署新竹支署。1900年10月，臺灣總督府發布新的監獄官制，各監獄自地方改由中央管理，設置台北監獄和其所屬的各支監；於是台北監獄署新竹支署改為台北監獄新竹支監。1909年10月，台灣總督府整合各行政機關，將新竹法院廢止，而台北監獄新竹支監也因此廢止。然而因法院廢止造成新竹街民的不便，新竹法院在1919年4月再度設立，同時亦設立了收容刑事被告的台北監獄新竹出張所。1924年1月，全台的監獄改成刑務所；同年4月，台北刑務所新竹出張所改為台北刑務所新竹支所。
日治時期的少年受刑者教化原本是在台北刑務所的少年監，設有一棟專門的少年舍房和兩棟工廠。1926年10月7日，台北監獄新竹支所廢止，改為新竹少年刑務所，最初的少年受刑人有126名。1935年8月，新竹市實施町名改正，少年刑務所的地址由崙子242和244番地改為新富町322和323番地。

## 收容對象
新竹少年刑務所的收容對象為未滿20歲的男性受刑人和20歲以上有特殊身心狀況需以少年處遇對待者。除了受刑人外，亦收容被新竹地方法院判刑3個月以下者、易服勞役天數在一百日內者、嫌疑人和被告者。根據1938年8月統計，受刑者罪名以竊盜占超過7成，總受刑人共有484名（內地人15名，朝鮮人2名，本島人454名，外國人13名）。

## 建築

### 廳舍與舍房

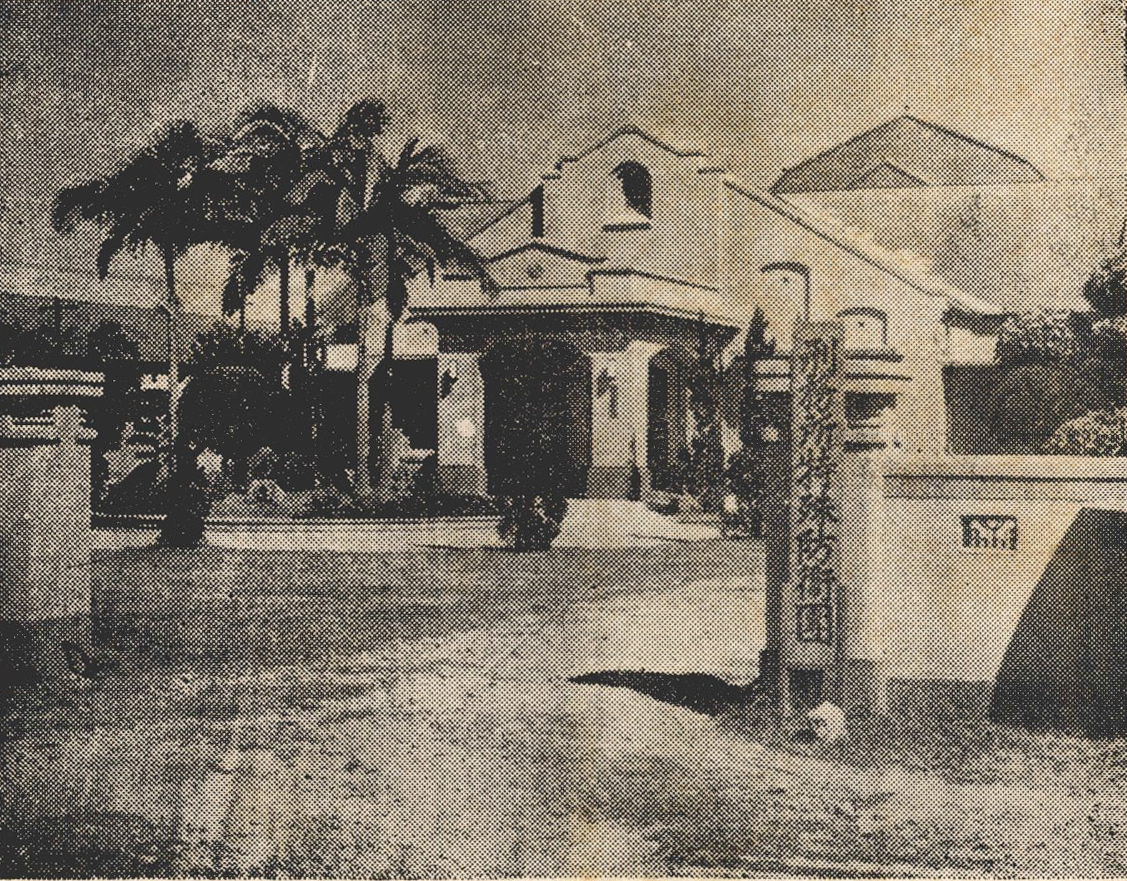
新竹少年刑務所入口玄關

台北監獄新竹出張所於1919年重新設立後，使用的是原新竹支監的廳舍，由於建築老舊且狹隘，於是在1921年開始著手興建新廳舍。工程費用由總督府編列30萬元，最初先興建了臨時事務所和臨時舍房，並於1922年3月將約200名的受刑者移送至此。隨著外牆、雜居房、獨居房逐漸完工，整體工程在1925年3月竣工，收容人數標準最初訂為250人，而舍房的採光及通風條件可稱為當時最新式的刑務所；改為少年刑務所後，收容人數標準則是360人，最多可達518人。其大門和外牆曾在1935年新竹–台中地震中受損。

### 教誨堂
教誨堂的設立是為了改善陶冶收容者的品性，其內部有尊金色的阿彌陀佛像為京都西本願寺所贈。

### 演武場
新竹少年刑務所演武場（新竹市市定古蹟），於1935年落成，位於刑務所外東側的官舍群中。

### 神社

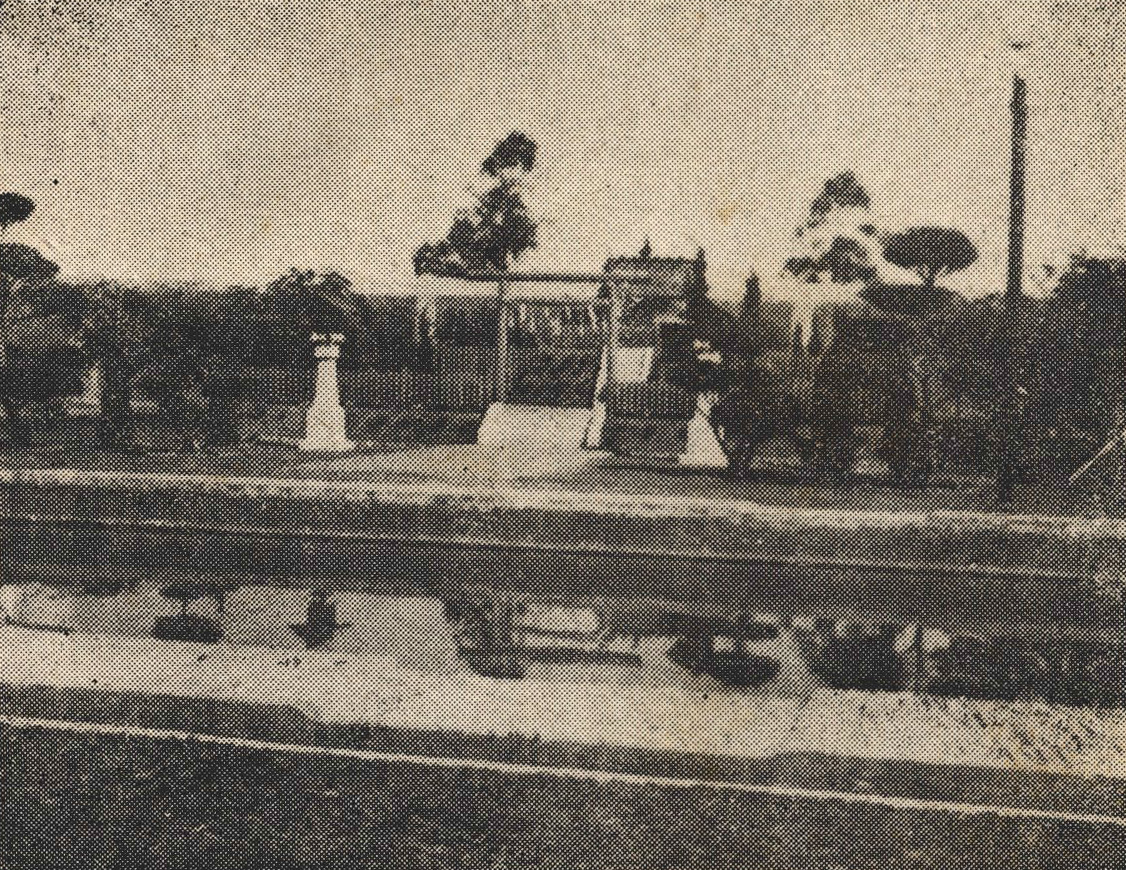
新竹少年刑務所構內神社

新竹少年刑務所內的北側設有運動場、有泳池和構內神社。構內神社於1937年設立，同年5月1日舉行遷座祭。

### 官舍群
新竹少年刑務所的東西兩側設有職員宿舍，在設備上使用了新竹特有的天然氣作為家戶的燃料，官舍群亦設有一公共浴場。為了刑務所職員的育兒需求，於1937年5月設有「白鳩幼稚園」，約有30名園童。新竹少年刑務所職務官舍群（歷史建築）

## 歷任所長
- 永野直（1926年10月至1929年5月）
- 山田榮次郎（1929年5月至1931年5月）
- 中山瑞芳（1931年5月至1936年3月）
- 大槻三郎
- 希田萬次郎
- 鳩海六郎

## 參閱資料
獄政博物館 （页面存档备份，存于）
1. ↑  新竹少年刑務所. . 1938-04-05.
2. 1 2 3 4 5  臺灣刑務協會. . . 1938-12-01.
3. ↑  臺法月報發行所. . . 1935-10-05.
4. ↑  . 台灣總督府公文類纂. 1943.[]
5. ↑  臺法月報發行所. . . 1935-08-05.